# شونوالده
شهر شونوالده (به آلمانی: Schönewalde) در ایالت برندنبورگ در کشور آلمان واقع شده‌است.